# Gammaropsis amchitkensis
Gammaropsis amchitkensis är en kräftdjursart som först beskrevs av Chris Conlan 1983.  Gammaropsis amchitkensis ingår i släktet Gammaropsis och familjen Isaeidae. Inga underarter finns listade i Catalogue of Life.